# Tunel pod Dielikom
Tunel pod Dielikom byl chráněný areál v oblasti Muráňské planiny. Předmětem ochrany je významné zimoviště netopýrů. Nacházel se v katastrálním území obcí Tisovec a Muráň v okrese Rimavská Sobota a okrese Revúca v Banskobystrickém kraji. Území bylo vyhlášeno či novelizováno v roce 1997 na rozloze 0,0000 ha. Ochranné pásmo nebylo stanoveno.
Ochrana byla k 1. říjnu 2022 zrušena a území bylo zařazeno do systému zón národního parku Muráňská planina.
Tunel je dlouhý dva kilometry. Jeho výstavba započala v roce 1941 v rámci výstavby tzv. Gemerských spojek. Jedno z ústí tunelu je zamřížované, druhé ústí je zatopené. V roce 1997 byl tento tunel prohlášen za chráněný areál, protože se v něm nachází významné zimoviště netopýrů.  